# Kompienga (département)
Pour les articles homonymes, voir Kompienga.
Cet article concerne le département et la commune rurale. Pour le village chef-lieu, voir Kompienga (Burkina Faso).
Pour la province, voir Kompienga (province).
Ne doit pas être confondu avec Kompiembiga.
Kompienga est un département et une commune rurale de la province de la Kompienga, situé dans la région de l'Est au Burkina Faso.

## Villages
Le département et la commune rurale de Kompienga est administrativement composé de dix-sept villages, dont le village chef-lieu homonyme, dotés chacun d'un conseil villageois de développement et ayant leurs propres représentants au sein du conseil municipal de la commune :
| Localité              | Statut                             | Conseillers municipaux | Population | Population | Population |
| Localité              | Statut                             | 2012-                  | est. 2003  | rec. 2006  | rec. 2019  |
| --------------------- | ---------------------------------- | ---------------------- | ---------- | ---------- | ---------- |
| Bossoari (ou Bossori) | village                            | 2                      |            | 714        |            |
| Bounou                | village                            | 2                      |            | 1 278      |            |
| Diabiga               | village                            | 2                      |            | 1 240      |            |
| Diamanga              | village                            | 2                      |            | 575        |            |
| Fanwargou             | village                            | 2                      |            | 825        |            |
| Kompienga             | village (chef-lieu de département) | 3                      |            | 8 844      |            |
| Kpankpaga             | village                            | 2                      |            | 1 876      |            |
| Kpinkankanti          | village                            | 2                      |            | 1 366      |            |
| Nabamboula            | village                            | 2                      |            | 695        |            |
| Nakiantanga           | village                            | 2                      |            | 639        |            |
| Ogagou                | village                            | 2                      |            | 865        |            |
| Pimpébougou           | village                            | 2                      |            | 535        |            |
| Pognoa-Sankoado       | village                            | 2                      |            | 3 013      |            |
| Pognoa-Tikonti        | village                            | 2                      |            | 2 113      |            |
| Tambibangou           | village                            | 2                      |            | 941        |            |
| Toukoudouga           | village                            | 2                      |            | 1 277      |            |
| Toutourgou            | village                            | 2                      |            | 2 490      |            |
| Total                 | Total                              | 35                     |            | 29 286     | 45 970     |